# Оммі
О́ммі (рос. Омми) — село у складі Амурського району Хабаровського краю, Росія. Адміністративний центр та єдиний населений пункт Омминського сільського поселення.

## Населення
Населення — 413 осіб (2010; 472 у 2002).
Національний склад (станом на 2002 рік):
- нанайці — 60 %
- росіяни — 31 %